# 나카야마 에리나 (배우)
나카야마 에리나(일본어: 中山 絵梨奈, 1975년 12월 29일 ~ )는 일본의 전직 배우, 모델이다.

## 생애
원래부터 연예계를 동경하면서 배우가 되고 싶었지만 10대 패션 잡지 《니콜라》를 읽기 시작해 모델에 흥미를 가졌고 《니콜라》 모델 오디션에 응모하게 된다. 2008년에 열린 제12회 《니콜라》 모델 오디션에서 그랑프리를 획득했고 2008년 10월호부터 니콜라 모델로 활약했다. 과거 소속사는 스타더스트 프로모션이었다.
2009년 3월에 단편 영화 《소 잃고 외양간 고친다》를 통해 배우로 데뷔했고 2010년 1월에는 니콜라가 결성한 아이돌 유닛 니코☆모코(ニコ☆モコ)의 멤버로 활동했다. 2010년 7월에 방송된 TBS 드라마 《해머 세션!》을 통해 드라마에 데뷔했고 2010년 8월에는 니시우치 마리야의 뒤를 이어 《Lindsay》의 모델로 활동했다. 2011년 5월에는 카와구치 하루나의 뒤를 이어 니콜라 부장으로 임명되었다.
2012년에는 후지타 니콜과 함께 제6회 일본 휴대폰 소설 대상 심사위원으로 활동했으며 2012년 5월에 니콜라 모델 활동을 마쳤다. 2012년부터 2013년까지 TV 아사히에서 방송된 《가면라이더 위저드》에서 이나모리 미사, 메두사 역할을 맡았고 2015년에 방송된 후지 TV 드라마 《미나미군의 연인- my little lover》에서 노무라 사요리 역할을 맡았다. 2019년 3월에 연예계에서 은퇴했다.